# Viis Laulu Lastele
Viis Laulu Lastele (Cinq chansons enfantines) est une œuvre pour chœur d'enfants et piano écrite par Arvo Pärt, compositeur estonien associé au mouvement de musique minimaliste.

## Historique
Composé en 1960, ce recueil de chansons estoniennes a été entendu pour la première fois la même année à Tallinn, époque à laquelle Pärt est directeur musical du Théâtre des Pionniers de la ville.

## Structure
Cinq chansons, pour une durée d'environ cinq minutes pour l'ensemble :
1. Mina olen juba suur (Je suis déjà grand)
2. Jaaniussi laul (La Chanson du ver luisant)
3. Konnad (Les Grenouilles)
4. Lepatriinu laul (La Chanson de la coccinelle)
5. Nukul pole nime (Une Marionnette est anonyme)

## Discographie
- Mina olen juba suur, sur le disque Laste Sünnipäev, par l'Estonian Radio Toddler's Ensemble, chez Hitivabrik (2002)[4]